# گمینا زاکژو (شهرستان لوبلین)

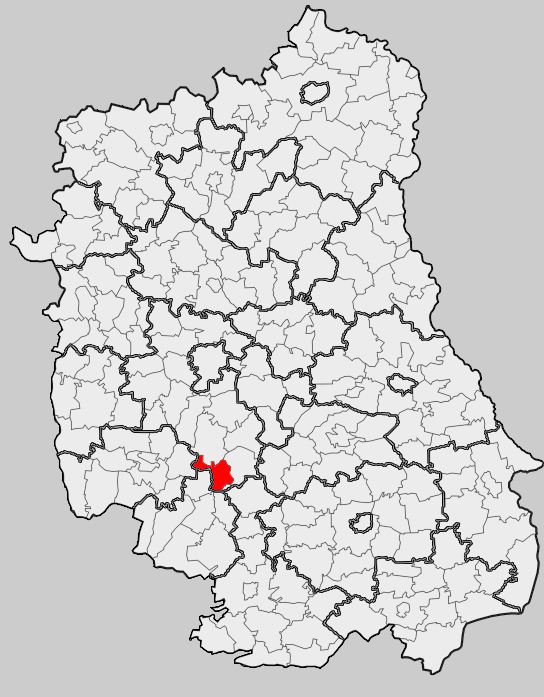
گمینا زاکژو (شهرستان لوبلین)

گمینا زاکژو (شهرستان لوبلین) (به لهستانی:  Gmina Zakrzew) یک گمینا در لهستان است که در شهرستان لوبلین واقع شده‌است. گمینا زاکژو ۷۵٫۳۸ کیلومتر مربع مساحت و ۲٬۹۸۰ نفر جمعیت دارد.